# 遵义路站
遵义路站是青岛地铁1号线的地铁车站，位于中华人民共和国山东省青岛市李沧区重庆中路与遵义路交叉口南侧，于2020年12月24日开通。

## 车站结构
遵义路站位于重庆中路与遵义路交叉口南侧，沿重庆中路路西设置，呈南北走向，为地下两层岛式站台车站，车站长224.5米，宽19.9米，车站地下一层为站厅层，地下二层为站台层，站台设置全高站台门。
| 地面              | 出入口 | A、B1、B2出入口                                                                                     |
| 地下一层          | 站厅   | 客服中心、自动售票机、验票机                                                                        |
| 地下二层          | 站台   | \| \| \| 1号线往东郭庄（瑞金路） \| \| 島式 · 開左邊车门 \| \| \| \| \| \| 1号线往王家港（南岭） \| |
|                   |        | 1号线往东郭庄（瑞金路）                                                                             |
| 島式 · 開左邊车门 |        | |
|                   |        | 1号线往王家港（南岭）                                                                               |

## 出入口
遵义路站共设3个出入口，各出口及周围设施如下所示：
| 编号                    | 指示                       | 建议前往的目的地       | 图片 |
| ----------------------- | -------------------------- | ---------------------- | ---- |
| A · 出口                | 重庆中路(西)，遵义路(南)   |                        |      |
| B · 1 · 出口 · （设有） | 重庆中路(西)，楼山路(北)   | 吉林大学青岛汽车研究院 |      |
| B · 2 · 出口            | 重庆中路(东)，十梅庵路(北) |                        |      |
| 图例： 设有             |                            |                        |      |

## 接驳交通

### 公交车
- 十梅庵：105路，116路，117路，364路，373路，374路，605路，606路，608路，935路
- 楼山路重庆中路：22路

## 车站历史
本站工程名与正式站名均为遵义路站，以车站北侧的遵义路命名。
- 2018年9月28日，车站主体结构封顶[2]。
- 2020年12月24日，车站随1号线北段通车开通[1]。